# Tərkeş
Tərkeş è un comune dell'Azerbaigian situato nel distretto di Oğuz. Conta una popolazione di 543 abitanti.